# Andreas von Holst

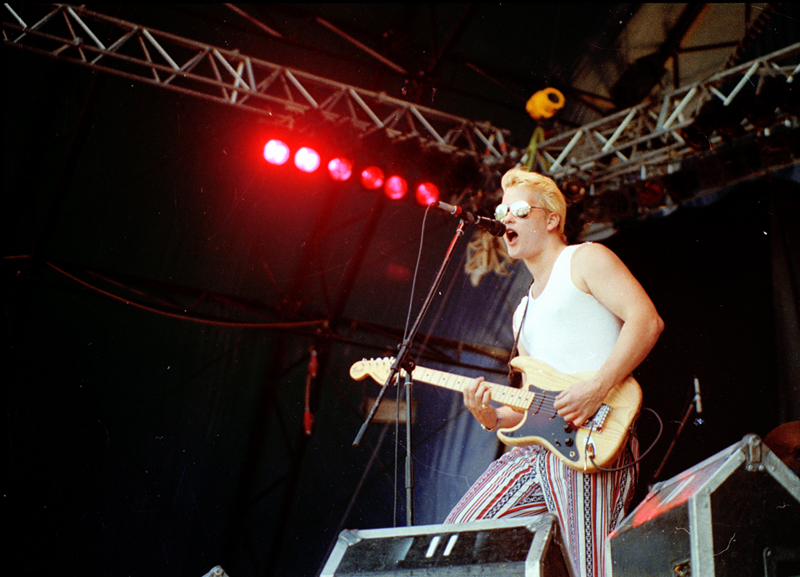
Kuddel 1987

Andreas von Holst mer känd som Kuddel, född 11 juni 1964 i Münster, är en av de båda gitarristerna i det tyska punkbandet Die Toten Hosen.